# Pablo Sánchez Torrella
Pablo Sánchez Torrella (Paterna, 1940) és un compositor i director de banda i orquestra valencià.

## Biografia
S'inicia als estudis musicals a la banda de Paterna amb el mestre Antonio Cabeza, i els continuà al Conservatori Superior de Música de València, obtenint les màximes qualificacions en trompeta, harmonia, contrapunt, fuga, piano, composició i direcció d'orquestra. Estudià amb els mestres Cervera, Blanquer, Lapiedra, Férriz i García Asensio. També ha estudiat amb els mestres Wangenheim i Celibidache. Com a becari assistí a diversos cursos internacionals a Alemanya i Santo Domingo.
D'entre les bandes de música que ha dirigit es troba la Banda de Granaders de la Reina d'Anglaterra, la de la Universitat Yale (EUA), la Municipal de Barcelona, la Municipal de València, la de la Unió Musical de Llíria, la de Riba-roja de Túria, Castelló de la Ribera i la del Centre Artístic Musical de Montcada i destacant en la Banda Simfònica Municipal de Madrid com a anterior director a Enrique García Asensio, banda més prestigiosa d'Espanya al costat de la Banda Primitiva de Llíria i la Unió Musical de Llíria, amb la qual va aparèixer en televisió dirigint el Concert d'Any Nou "Con Nuestra Música", en la cadena de televisió Antena 3. En aquesta banda va estar des de l'any 1986 fins a 1992.
Amb la Unió Musical de Llíria, ha participat en el Certamen Internacional de València i va aconseguir huit primers premis consecutius amb obres transcrites per ell, com "La consagració de la primavera" o "El Mandarín maravilloso". Ha dirigit concerts per tot Espanya així com als Països Baixos, a Alemanya, Àustria, França, Itàlia, Anglaterra, Bèlgica, Mèxic, Estats Units, República Dominicana, Brasil, entre d'altres.
Des del 1959 és membre de la Banda Municipal de València com a professor i director en funcions, fins que va ocupar la titularitat de la Banda Simfònica Municipal de Madrid, de 1986 fins al 1992. Aquest mateix any, tornà a València per tal de ser el director titular de la Banda Municipal de la ciutat, càrrec que deixà el 2010.

## Obra[calcitació]
Sánchez Torrella és el compositor de l'Himne oficial del València CF "Amunt València", a més d'altres pasdobles, marxes i concerts.
- Clavaris del foc.
- Un gran señor (pasdoble)
- Julieta (polka per a trompeta)
- Alhama (marxa mora)
- Cantata (per a soprano i orquestra)
- Concert per a trompeta i orquestra
- Els Cebers (marxa cristiana)
- Colás Chicharro (pasdoble)
- Himno a la Cordà de Paterna
- Himno al Valencia C.F.
- Laura Segura (pasdoble)
- La joia de la Gran Vía - Himne Falla G. Esteve - C. Amorós (pasdoble)
- Pepe Bas (marcha mora)
- Enrique Soriano (pasdoble)
- Armando Serra (pasdoble)
- Himno al pueblo de Meliana
- Himno a la Coronación del Cristo de la Fe de Paterna
- Himno al Paterna C.F.
- Pare Vicent (marxa de processó)
- Gema Aragó (pasdoble)
- Nuria y Belén (pasdoble)
- Julio Tormo (pasdoble)
- Rita Barberá (pasdoble)
- Paterna (pasdoble - marxa)
- Paterna Mora i Cristiana - Himne Intercomparses (marxa mora - cristiana)
- El lugarico viejo (pasodoble)[cal citació]